# AN/SPN-43
AN/SPN-43 — американская двухкоординатная корабельная РЛС управления полётами (англ. air traffic control, ATC), используемая на авианосцах и универсальных десантных кораблях ВМС США и некоторых других стран. Служит также в системах посадки в качестве обзорного радара. Может выполнять функции резервного обзорного радара.
Является улучшенным вариантом радара AN/SPN-6. Устанавливается на гиростабилизированной платформе.
Специальный индикатор в центре управления полётами (англ. Air Traffic Control Center) авианосца позволяет направить самолёт по определённому азимуту, по которому он выйдет в точку на расстоянии 450 м от места касания, где будет принят на сопровождение оператором посадки, использующим радар AN/SPN-42 или AN/SPN-46.
Имеет двойной набор аппаратуры приёмника, передатчика и источников питания для немедленного резервирования в случае выхода из строя.
Вес антенны с постаментом составляет 1540 кг.

## Установки на кораблях
- Авианосец «Энтерпрайз»
- Авианосцы типа «Китти-Хок»
- Авианосцы типа «Нимиц»

## Примечание
1. 1 2 3 4 5 6 7  Norman Friedman. Naval radar. — Convay Maritime Press Ltd., 1981. — 240 p. — ISBN 0851772382.. Архивировано 5 марта 2016 года.
2. 1 2 3  
AN/SPN-35 and AN/SPN-43 (United States), Military air traffic control (ATC), instrumentation and ranging radars на сайте janes.com.
3. 1 2 3 4  
D. G. Bodnar and J. D. Adams Switchable-Polarization Study on AN/SPN-43A Antenna (недоступная ссылка). EES/GIT Project A-1766, October 1975.
4. 1 2 3 4 5 6 7  Norman Friedman. The Naval Institute guide to world naval weapons systems, 1997-1998. — Naval Institute Press, 1997. — 808 p. — ISBN 1557502684, 9781557502681.. Архивировано 19 сентября 2018 года.
5. 1 2 3 4 5  AN/SPN-43 Архивная копия от 26 декабря 2012 на Wayback Machine на сайте fas.org.